# 中村魁車
中村 魁車（なかむら かいしゃ、明治8年（1875年）12月21日 - 昭和20年（1945年）3月13日）は戦前の上方を代表する女形の歌舞伎役者。定紋は丸に剣片喰（まるに けん かたばみ）、替紋は八重裏梅（やえ うらうめ）。屋号は新駒屋。本名は桂 榮太郎（かつら えいたろう）。
明治8年（1875年）生まれ。初代中村鴈治郎に入門し部屋子となる。明治16年（1883年）初舞台を踏み、中村成太郎を名乗る。

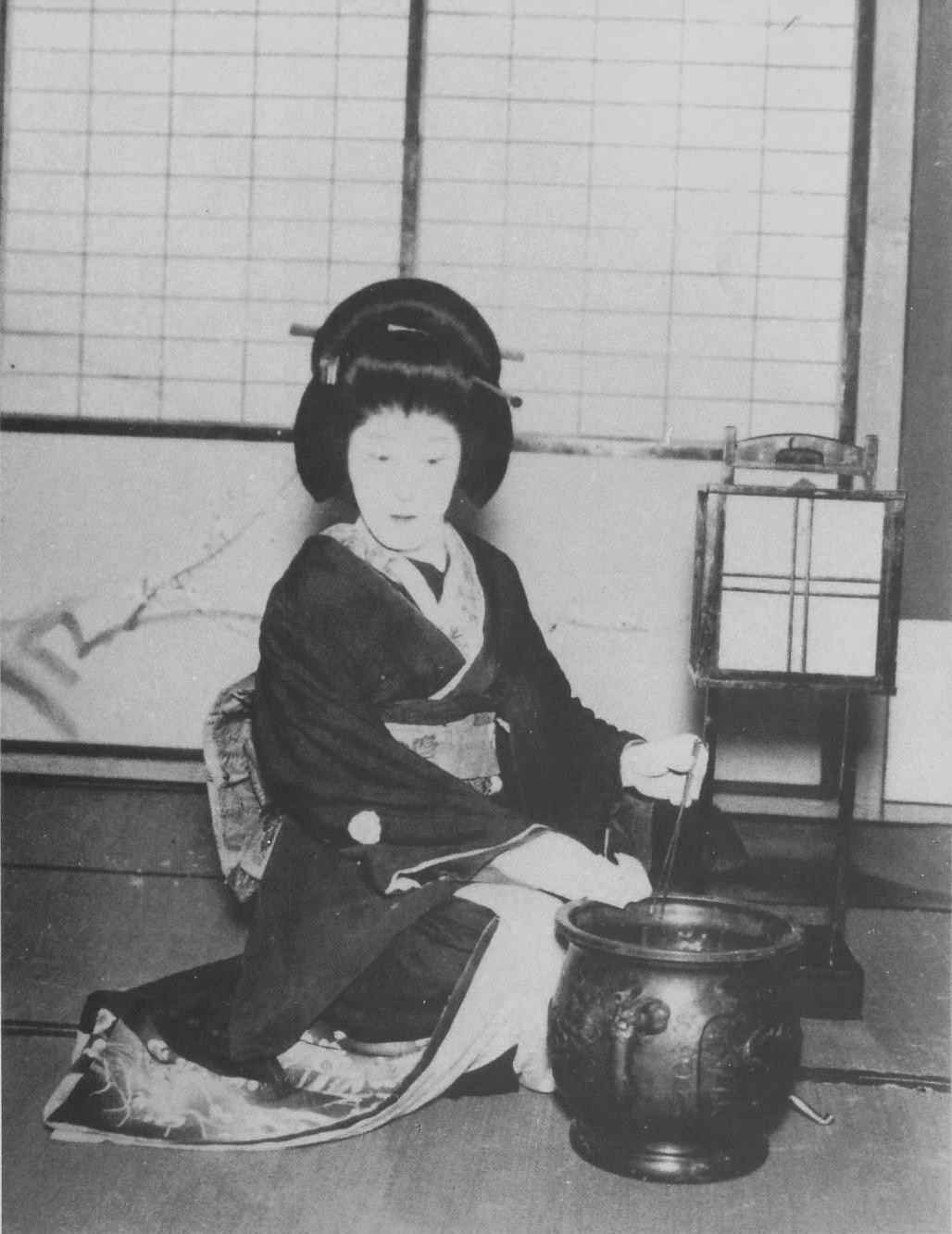
「心中天網島・河庄」紀伊國屋小春

その後東京の二代目市川左團次のもとで修業したり宮戸座などの小芝居で活躍、大正3年（1914年）、中村魁車に改名。魁車の名は贔屓の富岡鉄斎が付けた。改名に際して、師匠鴈治郎は実父の名跡から「四代目中村翫雀」、または共に尊敬する先輩の名跡から「二代目中村宗十郎」を勧めたが、独立心の強い成太郎はあえて代数のつかない独自の名跡「中村魁車」を選んだといわれている。以後、初代鴈治郎一座の女形として活躍したが、つねに立女形を三代目中村梅玉に譲り、鴈治郎を中にして梅玉が本妻、魁車は妾のようだと言われた。しかしそこは門閥外から出世した努力の人で、梨園の御曹司だった梅玉とは常に張り合いながら芸を磨いていった。
昭和10年（1935年）に鴈治郎が死去してからは、梅玉や二代目實川延若とともに関西歌舞伎界の長老として活躍、『戀飛脚大和往來・封印切』の梅川、『御所櫻堀川夜討』（弁慶上使）のおさわ、『菅原伝授手習鑑・寺子屋』の戸浪・武部源蔵、『双蝶々曲輪日記・引窓』のお早、『仮名手本忠臣蔵』のお石・お軽・塩谷判官・平右衛門、『夏祭浪花鑑・鳥居前・三婦内・泥場』の義平次・三婦、『伊勢音頭恋寝刃』（油屋）の喜助、『伽羅代代萩』の勝元、『一軍記軍記・熊谷屋屋』の相模、新作では『樽屋おせん』の伊助、『浪花女』のお千賀などが当り役。
芸の上では品格に欠ける嫌いはあるも、台詞回しの巧さと愛嬌のある舞台で人気があった。特に、女形のほか立役・老役・敵役・道化など幅広い役をこなすその万能ぶりは際立っており、『盛綱陣屋』の佐々木盛綱を師の鴈治郎と初代吉右衛門の二つの型で演じ分けるなどかなりの技量を持っていた。
昭和20年（1945年）3月13日から14日にかけての大阪大空襲による戦災で死去。南区玉屋町（現中央区東心斎橋）の自宅防空壕内で孫を抱きしめて焼死するという非業の死だった。後日、その壕の前ではかつての好敵手の梅玉が泣きながらひざまずいて合掌していたという。折口信夫は『街衢の戦死者』という追悼文を読んだ。
養子が二代目中村成太郎、その子が二代目中村太郎だが、二人ともすでにこの世に亡く、「中村魁車」の名跡は継ぐ者がないままになっている。その結果、本人が望んだとおりの「代数がつかない名跡」になっている。